# Eva Mendes
Eva de la Caridad Mendes (født 5. marts 1974 i Miami, Florida) er en amerikansk skuespiller, model, sanger og tøjdesigner. Hun begyndte sin skuespillerkarriere i slutningen af 1990'erne, efter en række B-film som Children of the Corn V: Fields of Terror og Urban Legends: Final Cut. Hun fik sit gennembrud i 2001 i filmen Training Day, hvor hun spillede Denzel Washingtons kæreste. Siden da har hun haft en bred vifte af roller i film som bl.a. All About the Benjamins (2002), Once Upon a Time in Mexico (2003), Hitch (2005), Ghost Rider (2007), The Other Guys (2010) og The Place Beyond the Pines (2013).

## Historie
Eva Mendes blev født i Miami af cubanske forældre, men er opvokset i Los Angeles, hvor hun studerede marketing på college, før hun besluttede sig for at forfølge en karriere som skuespiller. Udover filmkarrieren er hun også blevet brugt adskillige gange til at reklamere, bl.a. for Cocio kakaomælk, Magnum is, Revlon makeup, Calvin Klein undertøj og parfume, Cartier smykker, Thierry Mugler parfume, Reebok sportssko, Campari likør, Pantene shampoo, Morgan tøj og Peek & Cloppenburg tøj. I 2008 lancerede Mendes sin sengetøjsserie kaldet Vida, som efterfølgende er blevet solgt til Macy's. Mendes deltager aktivt i en international kampagne for at rejse midler til brystkræftforskningen.
Musikalsk har hun indspillet en version af "The Windmills of Your Mind" og har samarbejdet med CeeLo Green på en sang kaldet "Pimps Don't Cry". Privat er hun bosiddende i Los Angeles-bydelen Los Feliz. Siden september 2011 har hun været i forhold med den canadiske skuespiller Ryan Gosling.

## Filmografi
| År   | Film                                     | Rolle              |
| ---- | ---------------------------------------- | ------------------ |
| 1998 | Children of the Corn V: Fields of Terror | Kir                |
| 1998 | A Night at the Roxbury                   | Bridesmaid         |
| 1999 | My Brother the Pig                       | Matilda            |
| 2000 | The Disciples                            | Maria Serranco     |
| 2000 | Urban Legends: Final Cut                 | Vanessa Valdeon    |
| 2001 | Exit Wounds                              | Trish              |
| 2001 | Training Day                             | Sara Harris        |
| 2001 | All About the Benjamins                  | Gina               |
| 2003 | 2 Fast 2 Furious                         | Monica Fuentes     |
| 2003 | Once Upon a Time in Mexico               | Ajedrez            |
| 2003 | Out Of Time                              | Alex Diaz Whitlock |
| 2003 | Stuck on You                             | April              |
| 2005 | Hitch                                    | Sara Melas         |
| 2005 | The Wendell Baker Story                  | Doreen             |
| 2005 | 3 & 3                                    | Gabriella          |
| 2006 | Trust the Man                            | Faith              |
| 2007 | Ghost Rider                              | Roxanne Simpson    |
| 2007 | Knocked Up                               | Eva Mendes         |
| 2007 | We Own the Night                         | Amada Juarez       |
| 2007 | Live!                                    | Katy               |
| 2007 | Cleaner                                  | Ann Norcut         |
| 2008 | The Women                                | Crystal Allen      |